# Trajan
Marcus Ulpius Nerva Traianus, bolje znan kot Trajan, rimski cesar, * 18. september 53, Italika, antična Hispanija, † 9. avgust 117, Selin, Kilikija, cesar od leta 98 do 117 n. š., drugi od petih dobrih cesarjev iz Nervansko-Antoninske rodbine.
Trajan je bil cesar iz province, po poreklu iz Hispanije, današnje Španije. Kot rimski cesar je Trajan nadzoroval gradnjo gradbenih projektov, kot je forum, poimenovan po njem, uvedbo politik socialnega varstva, kot je alimenta in nova vojaška osvajanja. Bil je izjemno uspešen v bojih s tujimi plemeni in je v času njegovega vladanja Rimsko cesarstvo doseglo največji ozemeljski obseg. V spopadu z Dačani, ljudstvom na področju današnje Romunije, je bil uspešen v bojih med letoma 101 in 102 ter ponovno leta 105. Na vzhodu je leta 106 premagal domačo vojsko in osnoval provinco Arabijo. Po bojih z Armenci in Partskim cesarstvom so Rimljani pripojili ozemlje in ga upravno oblikovali v province Armenija, Mezopotamija in Sirija.
Za Trajanovo obdobje se v Rimski zgodovini uporablja izraz 'zlata doba'. Rimski senat mu je leta 114 podelil naslov Optimus (Najboljši).

## Zgodnje življenje
Marcus Ulpius Traianus se je rodil 18. septembra 53 v rimski provinci Hispania Baetica (v današnji Andaluziji v sodobni Španiji), v municipiju Italica (zdaj v občinskem območju Santiponce, na obrobju Sevilje), rimska kolonija, ki jo je leta 206 pr. n. št. ustanovil Scipion Afričan. V času Trajanovega rojstva je bilo to majhno mesto, brez kopališč, gledališča in amfiteatra, z zelo ozkim ozemljem pod neposredno upravo. Trajanovo leto rojstva ni zanesljivo potrjeno in je morda 56 n. št..
Povzetek rimske zgodovine Kasija Diona opisuje Trajana kot »Iberca in niti ne Italijana niti Italijana«, vendar je ta trditev v nasprotju z drugimi starimi viri in zavračajo sodobni učenjaki, ki so rekonstruirali Trajanovo italsko linijo. Apijan navaja, da so Trajanovo rojstno mesto Italico naselili in poimenovali po italskih veteranih, ki so se borili v Španiji pod Scipionom, novi naseljenci pa so tja prispeli iz Italije v naslednjih stoletjih. Med italskimi naseljenci so bili Ulpiji in Traji, ki so bili del prvotnih kolonistov ali pa so prispeli šele ob koncu 1. stoletja pr. n. št.. Njihov prvotni dom, glede na Trajanov opis kot »Ulpius Traianus ex urbe Tudertina« v Epitome de Caesaribus, je bilo mesto Tuder (Todi) v regiji Umbrija v osrednji Italiji. To potrjujejo arheologija, z epigrafskimi dokazi, ki Ulpije in Traje umeščajo v Umbrijo na splošno in Tuder posebej, in jezikoslovne študije družinskih imen Ulpius in Traius, ki kažejo, da sta oba Osco-umbrijskega izvora.
Ni znano ali so bili Trajanovi predniki ob prihodu v Hispanijo rimski državljani ali ne. Zagotovo bi imeli rimsko državljanstvo, če bi prišli po socialni vojni (91–87 pr. n. št.), ko je Tuder postal municipij rimskih državljanov. V Španiji so se morda poročili z domačimi Iberci, v tem primeru pa bi izgubili državljanstvo. Če bi imeli status rimskih državljanov ali bi ga izgubili, bi ga dosegli ali povrnili, ko je Italika sredi 1. stoletja pr. n. št. postala municipij z latinskimi pravicami.
Trajanov ded po očetovi strani Ulpij se je poročil s Trajo. Njun sin, Trajanov soimenjak, oče Marcus Ulpius Traianus, je bil rojen v Italici med Tiberijevo vladavino in je postal pomemben senator in general ter poveljeval X. legiji Fretensis pod Vespazijanom v prvi judovsko-rimski vojni. Trajanova mati je bila Marcia, rimska plemkinja iz rodu Marcia in svakinja drugega flavijskega cesarja Tita. O njej je malo znanega. Njen oče naj bi bil Kvint Marcij Barea Sura. Njena mati je bila Antonia Furnilla, hči Avla Antonija Rufa in Furnije. Trajan je imel v lasti nekaj zemljišč, imenovanih Figlinae Marcianae, v Ameriji, drugem umbrijskem mestu v bližini Tuderja in Reate (doma dinastije Flavijcev) in se domneva, da je dom Marcijeve družine.
Linija Ulpijev se je nadaljevala še dolgo po Trajanovi smrti. Njegova starejša sestra je bila Ulpia Marciana, njegova nečakinja pa Salonia Matidia. Zelo malo je znanega o Trajanovih zgodnjih formativnih letih, vendar se domneva, da je prve mesece ali leta verjetno preživel v Italici, preden se je preselil v Rim, nato pa bi se, morda pri osmih ali devetih letih, skoraj zagotovo začasno vrnil v Italiko z očetom med Trajanovim guvernerstvom Baetike (ok. 64–65). Zaradi pomanjkanja močne lokalne moči, ki jo je povzročila velikost mesta, iz katerega so prihajali, so morali Ulpiji (in Aeliji, druga pomembna senatorska družina Italice, s katero so bili povezani) stkati lokalna zavezništva v Baetiki (z Aniji, Ukubi in morda Dasumiji iz Kordube), Tarakonski in Narbonski, tukaj predvsem preko Pompeje Plotine, Trajanove žene. Mnoga od teh zavezništev niso bila sklenjena v Španiji, ampak v Rimu. Družinska hiša v Rimu, Domus Traiana, je bila na Aventinskem griču; izkopavanja pod Piazza del Tempio di Diana so odkrila ostanke, za katere se domneva, da pripadajo družinski veliki predmestni vili, z dokazi o bogato okrašenih prostorih.

## Vojaška kariera
Trajan se je kot mladenič povzpel v rimski vojski in služil na nekaterih najbolj spornih delih cesarstva. Leta 76–77 je bil njegov oče guverner Sirije (Legatus pro praetore Syriae), kjer je Trajan sam ostal kot Tribunus legionis. Zdi se, da je bil od tam po očetovi zamenjavi premeščen v nedoločeno provinco Ren, Plinij pa nakazuje, da je med obema nalogama sodeloval v aktivni vojni.
Približno leta 86 je Trajanov bratranec Elij Afer umrl, njegova mlada otroka Hadrijan in Paulina pa sta ostala siroti. Trajan in njegov kolega Publij Acilij Atijan sta postala soskrbnika obeh otrok. Trajan, v svojih poznih tridesetih, je bil imenovan za rednega konzula leta 91. To zgodnje imenovanje morda odraža pomembnost očetove kariere, saj je bil njegov oče ključnega pomena za vzpon vladajoče rodbine Flavijcev, sam je imel konzulski položaj in je pravkar postal patricij. Približno v tem času je Trajan s seboj v Rim pripeljal arhitekta in inženirja Apolodorja iz Damaska in se poročil s Pompejo Plotino, plemkinjo iz rimske naselbine v Nîmesu; zakon je nazadnje ostal brez otrok.
Zgodovinar Kasij Dion je pozneje opazil, da je bil Trajan ljubitelj mladih moških, v nasprotju z običajno biseksualno dejavnostjo, ki je bila pogosta med rimskimi moškimi višjega sloja tistega obdobja. Cesar Julijan je prav tako porogljivo omenil spolno nagnjenost svojega predhodnika, ko je izjavil, da bi moral Zevs sam biti na straži, če bi njegov Ganimed prišel v Trajanovo bližino. Ta odpor je odražal spremembo navad, ki se je začela z rodbino Severanov, Trajanovi domnevni ljubimci so bili bodoči cesar Hadrijan, paži cesarskega gospodinjstva, igralec Pilad, plesalec Apolavst, Lucij Licinij Sura in Trajanov predhodnik Nerva. Kasij Dion prav tako pripoveduje, da je Trajan postal zaveznik Abgarja VII. zaradi slednjega lepega sina Arbandesa, ki je nato plesal za Trajana na banketu.
Podrobnosti o Trajanovi zgodnji vojaški karieri so nejasne, razen dejstva, da je leta 89 kot legat VII. legija Gemina v Hispania Tarraconensis podprl Domicijana proti poskusu državnega udara Lucija Antonija Saturnina, guvernerja Gornje Germanije. Trajan je verjetno ostal v regiji, potem ko je bil upor zadušen, da bi sodeloval s Hati, ki so bili na strani Saturnina, preden je vrnil VII. legijo Gemina in v Hispania Tarraconensis. Leta 91 je imel konzulat pri Aciliju Glabriju, kar je redkost, saj nobeden od konzulov ni bil član vladajoče rodbine. Imel je nedoločeno konzularno pooblastilo kot guverner Panonije ali Gornje Germanije ali morda obeh. Plinij – za katerega se zdi, da se namenoma izogiba podajanju podrobnosti, ki bi poudarjale osebno navezanost med Trajanom in »tiranom« Domicijanom – mu takrat pripisuje različne (in nedoločene) podvige z orožjem.

## Vzpon na oblast
Domicianov naslednik, Nerva, ni bil priljubljen pri vojski, zato ga je njegov pretorijanski prefekt Kasperij Elijan prisilil, da je usmrtil Domicijanove morilce. Nerva je potreboval podporo vojske, da ne bi bil izgnan. To mu je uspelo poleti 97 tako, da je Trajana imenoval za svojega posvojenca in naslednika, češ da je to v celoti posledica Trajanovih izjemnih vojaških zaslug. Vendar pa obstajajo namigi v sodobnih literarnih virih, da je bila Trajanova posvojitev Nervi vsiljena. Plinij je to namigoval, ko je zapisal, da čeprav cesarja ni mogoče prisiliti v nekaj, če je bil to način, na katerega je bil Trajan povzdignjen na oblast, potem je bilo vredno. Alice König trdi, da je bila zamisel o naravni kontinuiteti med Nervovo in Trajanovo vladavino ex post facto fikcija, ki so jo razvili avtorji, ki so pisali pod Trajanom, vključno s Tacitom in Plinijem.
Po Historia Augusta je bodoči cesar Hadrijan sporočil Trajanu svojo posvojitev. Trajan je obdržal Hadrijana na meji ob Renu kot vojaškega tribuna in Hadrijan je tako postal seznanjen s krogom prijateljev in sorodnikov, s katerimi se je Trajan obkrožil. Med njimi je bil Lucij Licinij Sura, rimski senator, rojen v Španiji in guverner Spodnje Germanije, ki je bil Trajanov osebni prijatelj in je postal uradni cesarjev svetovalec. Sura je bil zelo vpliven in je bil imenovan za konzula za tretji mandat leta 107. Nekateri senatorji so morda zamerili Surinim dejavnostim kot delu kralja in éminence grise, med njimi zgodovinar Tacit, ki je priznal Surin vojaški in govorniški talent, vendar je njegovo pohlepnost in zvijačnost primerjal s tistimi Vespazijanove éminence grise Licinija Muciana. Sura naj bi leta 108 obvestil Hadrijana, da je bil izbran za Trajanovega cesarskega dediča.
Kot guverner Gornje Germanije (Germania Superior) v času Nervine vladavine je Trajan prejel impresiven naziv Germanik za svoje spretno vodenje in vladanje nestanovitne cesarske province. Ko je Nerva umrl 28. januarja 98, je Trajan nasledil vlogo cesarja brez kakršnih koli zunanjih neugodnih incidentov. Dejstvo, da se ni odločil hiteti proti Rimu, ampak je opravil dolgo inšpekcijo na mejah ob Renu in Donavi, lahko nakazuje, da ni bil prepričan o svojem položaju, tako v Rimu kot med vojskami na fronti. Druga možnost je, da je Trajanov oster vojaški um razumel pomen krepitve meja cesarstva. Njegova vizija prihodnjih osvajanj je zahtevala marljivo izboljšanje nadzornih mrež, obrambe in transporta vzdolž Donave. Pred njegovimi obmejnimi potovanji je Trajan ukazal svojemu prefektu Elijanu, naj ga spremlja v Nemčiji, kjer je bil očitno takoj usmrčen (»odstranjen«), njegovo zdaj izpraznjeno mesto pa je prevzel Atij Suburan. Trajanov pristop bi torej lahko označili bolj kot uspešen državni udar kot urejeno nasledstvo.

## Rimski cesar
Ob svojem vstopu v Rim je Trajan podelil plebsu neposredno denarno darilo. Tradicionalni prispevek za vojake pa je bil zmanjšan za polovico. Ostalo je vprašanje zaostrenih odnosov med cesarjem in senatom, zlasti po domnevni krvavitvi, ki je zaznamovala Domicijanovo vladavino in njegove odnose s kurijo. Ko je Trajan hlinil nepripravljenost obdržati oblast, je lahko začel graditi okoli sebe soglasje v senatu. Njegov zapozneli slovesni vstop v Rim leta 99 je bil izrazito podcenjen, kar je podrobneje opisal Plinij mlajši. Ker Trajan ni odkrito podpiral Domicijanove naklonjenosti konjeniškim častnikom, se je zdelo, da se je Trajan strinjal z idejo (ki jo je razvil Plinij), da je cesar pridobil svojo legitimnost iz svoje pripadnosti tradicionalni hierarhiji in senatorski morali. Zato bi lahko pokazal na domnevno republikanski značaj njegove vladavine.
V govoru ob otvoritvi svojega tretjega konzulstva 1. januarja 100 je Trajan pozval senat, naj z njim deli skrb za cesarstvo – dogodek, ki je bil pozneje obeležen na kovancu. V resnici Trajan ni delil moči na noben smiseln način s senatom, kar Plinij odkrito priznava: »[V]se je odvisno od muhavosti enega samega človeka, ki je v imenu skupnega blagostanja prevzel nase vse funkcije in vse naloge«. Eden najpomembnejših trendov njegove vladavine je bil njegov poseg v sfero oblasti senata, kot je njegova odločitev, da senatski provinci Ahaja in Bitinija postaneta cesarski, da bi se soočil z neustrezno porabo lokalnih magnatov za javna dela in splošno slabo upravljanje provincialnih zadev s strani različnih prokonzulov, ki jih je imenoval senat.

### Trajanova partska kampanja (115–117)
Kosroj I. Partski (vladal 109-128) odstavil armenskega kralja Tiridata in ga brez posveta z Rimom zamenjal z Aksidarjem, sinom Pakorja II. Leta 113 se je rimski cesar Trajan odločil, da je dozorel trenutek za dokončno rešitev "vzhodnega vprašanja" z odločilnim porazom Partije in priključitvijo Armenije; njegove osvojitve so zaznamovale namerno spremembo rimske politike do Partije in premik poudarka v "veliki strategiji" imperija.
Leta 114 je Trajan napadel Armenijo, jo priključil kot rimsko provinco in ubil Partamasirisa, ki ga je na armenski prestol postavil njegov sorodnik, partski kralj Osroes I.Trajanova vojska pod poveljstvom Lucija Kvijeta je zasedla Nisibis, ki je bil ključnega pomena za zavarovanje vseh glavnih trgovskih poti preko severne Mezopotamije, in naslednje leto napadla Mezopotamijo. Ker je bil Kosroj I. zaposlen z državljansko vojno proti Vologazu III. Partskemu na vzhodu države, se je Trajanu neznatno uprl samo Meharasp Adiabenski. Leta 115 je rimski cesar zavzel severno Mezopotamijo in jo prav tako priključil Rimu; njena osvojitev je bila nujna, saj bi sicer Parti lahko odrezali armenski izboklino z juga. Rimljani so nato zavzeli partsko prestolnico Ktezifon, preden so se po reki odpravili do Perzijskega zaliva. V zadnjih mesecih leta 116 je Trajan zasedel perzijsko mesto Susa. Ko je Sanatruk II. Partski v vzhodni Partiji zbral svojo vojsko, da bi se zoperstavil Rimljanom, ga je njegov bratranec Partamapast izdal in ubil. Trajan je nato Partamapasta kronal za novega partskega kralja. Rimsko cesarstvo ni zatem nikoli več prodrlo tako daleč proti vzhodu. 
Vendar so tisto leto izbruhnili upori v Vzhodnem Sredozemlju, Severni Afriki in severni Mezopotamiji, medtem ko je v rimskem ozemlju izbruhnil velik judovski upor, kar je močno obremenilo rimske vojaške vire. Trajanu ni uspelo zavzeti Hatre, prestolnice Kraljevine Hatre, kar je preprečilo popoln partski poraz. Partske sile so napadle ključne rimske položaje, rimske garnizije v Selevkiji, Nisibisu in Edesi pa so izgnali lokalni prebivalci. Trajan je zatrl upornike v Mezopotamiji, postavil partskega princa Partamaspata za vazalnega vladarja in se umaknil v Sirijo. Trajan je umrl leta 117, preden je lahko obnovil vojno. Trajanova partska kampanja se na različne načine šteje za vrhunec "dveh stoletij političnega poziranja in grenkega rivalstva." Trajan je bil prvi cesar, ki je uspešno napadel Mezopotamijo.Njegov veliki načrt za Armenijo in Mezopotamijo je bil na koncu "prekinjen zaradi okoliščin, ki so nastale zaradi napačnega razumevanja strateških realnosti vzhodnega osvajanja in podcenjevanja tega, kar lahko povzroči upor."
Rimski senat je Trajanu med njegovim pohodom podelil naslov Particus (Partski) in njegove zmage v Partiji ovekovečil s priložnostnimi kovanci. Zgodovinarja Evtropij in Fest sta bila edina, ki sta šele v 4. stoletju priznala, da je Trajan v Spodnji Mezopotamiji samo poskušal ustanoviti rimsko provinco.

### Optimus princeps
Po formuli, ki jo je razvil Plinij, pa je bil Trajan 'dober' cesar, saj je sam odobril ali obtožil iste stvari, ki bi jih odobril ali obtožil senat.  Če je bil Trajan v resnici avtokrat, ga je njegovo spoštljivo obnašanje do vrstnikov kvalificiralo za vrlega monarha. Ideja je, da je Trajan imel avtokratsko moč z moderatio namesto contumacia – zmernostjo namesto predrznostjo. Skratka, glede na etiko avtokracije, ki jo je razvila večina političnih piscev cesarske rimske dobe, je bil Trajan dober vladar, saj je manj vladal s strahom, bolj pa tako, da je deloval kot vzornik, kajti po Pliniju »ljudje bolje se učite iz primerov«. Sčasoma je bila Trajanova priljubljenost med njegovimi vrstniki tolikšna, da mu je rimski senat podelil častni naziv optimus, kar pomeni »najboljši«, ki se pojavlja na kovancih od leta 105 naprej. Ta naslov je bil večinoma povezan s Trajanovo vlogo dobrotnika, kot na primer v primeru njegove vrnitve zaplenjene lastnine.
Plinij navaja, da je bila Trajanova idealna vloga konservativna, kar dokazujejo tudi govori Dija Krizostoma - zlasti njegove štiri besede o kraljevanju, ki so bile sestavljene v začetku Trajanove vladavine. Dio je kot grški ugledni in intelektualec s prijatelji na visokih položajih in morda uradni cesarjev prijatelj (amicus caesaris) videl Trajana kot zagovornika statusa quo. V svojem tretjem kraljevem govoru Dio opisuje idealnega kralja, ki vlada s pomočjo 'prijateljstva' – to je prek pokroviteljstva in mreže lokalnih veljakov, ki delujejo kot posredniki med vladanimi in vladarjem. Vendar pa je Dio mislil, da je 'prijatelj' Trajana (ali katerega koli drugega rimskega cesarja), neformalni dogovor, ki ni vključeval uradnega vstopa takšnih 'prijateljev' v rimsko upravo. Trajan se je priljubil grški intelektualni eliti tako, da je v Rim odpoklical mnoge (vključno z Diom), ki jih je Domicijan izgnal in z vrnitvijo (v procesu, ki ga je začel Nerva) velikega dela zasebne lastnine, ki jo je Domicijan zaplenil. Imel je tudi dobre odnose s Plutarhom, za katerega se zdi, da je bil kot delfski uglednik naklonjen odločitvam, ki jih je v imenu njegovega domačega kraja sprejel eden od Trajanovih legatov, ki je razsodil v sporu o meji med Delfi in sosednjimi mesti.
Vendar pa je bilo Trajanu jasno, da je treba grške intelektualce in veljake obravnavati kot orodje za lokalno upravo in da se jim ne dovoli domišljati, da so v privilegiranem položaju. Kot je Plinij rekel v enem od svojih takratnih pisem, je bila uradna politika, da se grške državljanske elite obravnavajo glede na njihov status kot navidezno svobodne, ne pa da se izenačijo z njihovimi rimskimi vladarji. Ko se je mesto Apamea pritožilo nad revizijo njegovih računov, ki jo je izvedel Plinij in trdil, da ima 'svobodni' status rimske kolonije, je Trajan odgovoril, da je bil tak pregled odrejen po njegovi lastni želji. Zaskrbljenost glede neodvisne lokalne politične dejavnosti je razvidna iz Trajanove odločitve, da Nikomediji prepove gasilsko enoto (»Če se ljudje zberejo za skupen namen ... to kmalu spremenijo v politično družbo«, je Trajan pisal Pliniju), pa tudi v njegovih in Plinijevih strahovih pred pretirano državljansko velikodušnostjo lokalnih veljakov, kot je razdeljevanje denarja ali daril.
Plinijeva pisma nakazujejo, da so bili Trajan in njegovi pomočniki toliko dolgočasni kot vznemirjeni zaradi trditev Diona in drugih grških veljakov o političnem vplivu na podlagi tega, kar so videli kot njihovo posebno povezav z njihovimi rimskimi vladarji. Plinij pripoveduje, da je Dio iz Pruse postavil Trajanov kip v stavbni kompleks, kjer sta bila pokopana Diova žena in sin – zato je bil obtožen izdaje, ker je cesarjev kip postavil blizu groba. Trajan pa je opustil obtožbo. Čeprav je bil urad korektorja mišljen kot orodje za zajezitev kakršnega koli kančka neodvisne politične dejavnosti med lokalnimi veljaki v grških mestih, so bili korektorji sami moški z najvišjim družbenim položajem, ki jim je bila zaupana izjemna naloga. Zdi se, da je bil položaj zasnovan delno kot nagrada za senatorje, ki so se odločili narediti kariero izključno v cesarjevem imenu. Zato je bil položaj v resnici zamišljen kot sredstvo za 'ukrotitev' tako grških veljakov kot rimskih senatorjev. Dodati je treba, da je Trajan, čeprav je bil previden do državljanskih oligarhij v grških mestih, v senat sprejel tudi številne ugledne vzhodnjaške veljake, ki so bili že med Domicijanovo vladavino predvideni za napredovanje, tako da je zanje rezerviral eno od dvajsetih mest, odprtih vsako leto za manjše magistrate (vigintiviri). Tak mora biti primer galatijskega uglednega in »vodilnega člana grške skupnosti« (po enem napisu) Gaja Julija Severja, ki je bil potomec več helenističnih dinastov in klientskih kraljev.
Sever je bil dedek uglednega generala Gaja Julija Kvadrata Basa, konzula leta 105. Drugi vidni vzhodni senatorji so bili Gaj Julij Aleksander Berenicijan, potomec Heroda Velikega, sufekt konzul leta 116. Trajan je ustvaril vsaj štirinajst novih senatorjev iz grško govoreče polovice cesarstva, število novih rekrutov brez primere, ki postavlja pod vprašaj vprašanje 'tradicionalno rimskega' značaja njegove vladavine, pa tudi 'helenizma' njegovega naslednika Hadrijana. Toda potem so bili Trajanovi novi vzhodni senatorji večinoma zelo močni in zelo bogati možje z več kot lokalnim vplivom in medsebojno povezani s poroko, tako da mnogi med njimi niso bili povsem »novi« v senatu. Na lokalni ravni, med nižjim delom vzhodne posesti, se je odtujenost večine grških veljakov in intelektualcev rimski vladavini in dejstvo, da je večina grških veljakov na Rimljane gledala kot na tujce, nadaljevala še dolgo po Trajanovi vladavini. Ena od Trajanovih senatorskih stvaritev z Vzhoda, Atenec Gaj Julij Antioh Epifan Filopap, član kraljeve rodbine Komagena, je za seboj pustil nagrobni spomenik na hribu Mouseion, ki ga je Pavzanij pozneje omalovažujoče opisal kot »spomenik, zgrajen za Sirca«.

## Gradbeni projekti
Trajan je bil plodovit graditelj. Številne njegove zgradbe je zasnoval in postavil nadarjeni arhitekt Apolodor iz Damaska, vključno z ogromnim mostom čez Donavo, ki so ga rimska vojska in njene okrepitve lahko uporabljale ne glede na vreme; Donava je pozimi včasih zmrznila, vendar le redko dovolj, da bi prenesla prehod skupine vojakov. Trajanova dela na območju Železnih vrat ob Donavi so ustvarila ali razširila promenadno cesto, ki je vrezana v steno pečine vzdolž soteske Železnih vrat. Med pritokom Donave Kasajna in Ducis Pratum je bil zgrajen kanal, ki je zaobšel brzice in katarakte
Trajanov forum je bil največji forum v Rimu. Zgrajen je bil v spomin na njegove zmage v Dakiji in je bila v veliki meri financiran iz plena te kampanje. Da bi ga prilagodili, je bilo treba odstraniti dele Kapitolskega in Kvirinalskega griča, pri čemer je slednje povečalo čisto območje, ki ga je prvi vzpostavil Domicijan. 'Čudovita' zasnova Apolodorja iz Damaska je vključevala vhod s slavolokom, prostor foruma, dolg približno 120 m in širok 90 m, obdan s peristili: baziliko monumentalne velikosti, kasneje pa Trajanov steber in knjižnice. Začelo se je leta 107 našega štetja, posvečeno 1. januarja 112 in je ostal v uporabi vsaj 500 let. Še vedno je vzbujal občudovanje, ko je cesar Konstancij II. obiskal Rim v 4. stoletju. V njem sta bila Trajanova tržnica in sosednja tržnica z opeko.
Trajan je bil tudi plodovit graditelj slavolokov, od katerih jih je veliko ohranjenih. Zgradil je ceste, kot sta Via Traiana, podaljšek Via Appia od Beneventuma do Brundizija in Via Traiana Nova, večinoma vojaška cesta med Damaskom in Ailo, ki jo je Rim uporabil pri svoji priključitvi Nabateje in ustanovitvi province Arabije (latinsko Arabia Petraea).
Nekateri zgodovinarji pripisujejo gradnjo ali rekonstrukcijo rimske trdnjave v starem Kairu (znane tudi kot 'babilonska trdnjava') Trajanu in gradnjo kanala med reko Nil in Rdečim morjem. V Egiptu je bil Trajan precej aktiven pri gradnji in olepševanju stavb. Upodobljen je skupaj z Domicijanom na propilonu templja Hathor v Denderi. Njegova kartuša se pojavlja tudi v jaških stebrov Khnumovega templja v Esni.[142]
Zunaj Rima je zgradil razkošne vile v Arcinazzu, Centumcellae in Talamone.

## Smrt in dedovanje
V začetku leta 117 je Trajan zbolel in odplul proti Italiji. Njegovo zdravje se je spomladi in poleti leta 117 slabšalo, kar je javnosti verjetno potrdila razstava bronastega portreta-doprsja v javnem kopališču v Ankiri, ki prikazuje postaranega in shujšanega moškega, čeprav je identifikacija s Trajanom sporna. Prispel je do Selina, kjer je 11. avgusta ali malo pred njim nenadoma umrl. Trajan osebno bi lahko zakonito predlagal Hadrijana za svojega naslednika, vendar Dio trdi, da je Trajanova žena, Pompeja Plotina, zagotovila Hadrijanovo nasledstvo tako, da je Trajanovo smrt zamolčala v tajnosti, dovolj dolgo, da je predložila in podpisala dokument, ki potrjuje Hadrijanovo posvojitev za sina in naslednika. Dio, ki pripoveduje to pripoved, ponuja svojega očeta – guvernerja Kilikije Aproniana – kot vir, tako da njegova pripoved morda temelji na sodobnih govoricah. Lahko tudi odraža moško rimsko nezadovoljstvo, da se cesarica – kaj šele katera koli ženska – lahko drzne vmešavati v politične zadeve Rima.
Hadrijan je imel med Trajanovo vladavino dvoumen položaj. Potem ko je med dačanskimi vojnami poveljeval Legio I. Minervia, je bil v odločilni fazi druge dačanske vojne razrešen dolžnosti na fronti in poslan vladati novoustanovljeni provinci Pannonia Inferior. Sledil je senatorski karieri brez posebnega odlikovanja in Trajan ga ni uradno posvojil, čeprav je od njega prejel odlikovanja in druge znake razlikovanja, zaradi katerih je upal na nasledstvo. Po svojem konzulatu leta 108 ni prejel nobenega položaja in nobenih drugih časti, razen tega, da je leta 111/112 postal eponim Arhonta za Atene. Verjetno ni sodeloval v partski vojni. Literarni viri poročajo, da je Trajan za dediče štel druge, kot je pravnik Lucij Neracij Prisk. Hadrijan, ki mu je bilo v času Trajanove smrti nazadnje zaupano guvernerstvo Sirije, je bil Trajanov bratranec in je bil poročen s Trajanovo vnukinjo, zaradi česar je bil tako dober kot dedič. Zdi se, da je bil Hadrijan dobro povezan z močnim in vplivnim krogom španskih senatorjev na Trajanovem dvoru prek svojih vezi s Plotinom in prefektom Atianom. Njegovo zavračanje Trajanove senatorske in ekspanzionistične politike med njegovo vladavino je lahko razlog za 'skrajno sovražnost', ki so mu jo pokazali literarni viri.
Hadrijanovo prvo večje dejanje kot cesarja je bilo opustiti Mezopotamijo kot predrago in oddaljeno za obrambo ter obnoviti Armenijo in Osrhoene v partsko hegemonijo pod vrhovno oblastjo Rima. Partski pohod je bil ogromen neuspeh za Trajanovo politiko, dokaz, da je Rim preobremenil svoje sposobnosti za vzdrževanje ambicioznega programa osvajanja. Glede na Historia Augusta je Hadrijan trdil, da sledi precedensu, ki ga je postavil Katon Starejši do Makedoncev, ki »je bilo treba osvoboditi, ker jih ni bilo mogoče zaščititi« – nekaj, kar Birley vidi kot neprepričljiv precedens. Ostala ozemlja, ki jih je osvojil Trajan, so bila obdržana. Po dobro uveljavljenem zgodovinskem izročilu je bil Trajanov pepel položen v majhno Celo, ki je še vedno ohranjena ob vznožju Trajanovega stebra. Po nekaterih sodobnih znanstvenikih je bil njegov pepel bolj verjetno pokopan blizu njegovega stebra, v mavzoleju, templju ali grobnici, zgrajeni za njegov kult kot divus rimske države.

## V romunski kulturi
V Romuniji Trajan (romunsko: Traian) velja za enega od ustanoviteljev romunskega naroda in zgodovinsko osebnost velikega pomena za romunsko ljudstvo in kulturo. To je posledica njegove orkestracije dačanskih vojn, ki so privedle do temeljev dako-rimske kulture in romunskega jezika, ki temelji na latinščini. Nastanek rimske Dakije zato v državi razumejo kot etnogenezo romunskega naroda.